# Amtsgericht Heilsberg
Das Amtsgericht Heilsberg war ein preußisches Amtsgericht mit Sitz in Heilsberg, Ostpreußen.

## Geschichte
Das königlich preußische Amtsgericht Heilsberg wurde mit Wirkung zum 1. Oktober 1879 als eines von 17 Amtsgerichten im Bezirk des Landgerichtes Bartenstein im Bezirk des Oberlandesgerichtes Königsberg gebildet. Der Sitz des Gerichtes war Heilsberg. Aufgehoben wurde das Kreisgericht Heilsberg. Sein Gerichtsbezirk umfasste den Kreis Heilsberg außer dem Teil, der dem Amtsgericht Guttstadt zugeordnet war. Am Gericht bestanden 1888 drei Richterstellen. Das Amtsgericht war damit ein großes Amtsgericht im Landgerichtsbezirk.
Im Jahre 1945 wurden der Amtsgerichtsbezirk unter polnische Verwaltung gestellt und die deutschen Einwohner vertrieben. Damit endete auch die Geschichte des Amtsgerichtes Heilsberg.